# Гешендорф
Гешендорф (њем. Geschendorf) општина је у њемачкој савезној држави Шлезвиг-Холштајн. Једно је од 95 општинских средишта округа Зегеберг. Према процјени из 2010. у општини је живјело 563 становника. Посједује регионалну шифру (AGS) 1060024.

## Географски и демографски подаци
Гешендорф се налази у савезној држави Шлезвиг-Холштајн у округу Зегеберг. Општина се налази на надморској висини од 51 метра. Површина општине износи 5,7 km². У самом мјесту је, према процјени из 2010. године, живјело 563 становника. Просјечна густина становништва износи 99 становника/km².